# Michael Kroner
Michael Kroner (n. 22 decembrie 1934, Albești, Mureș, România – d. 26 iulie 2022) a fost un scriitor de limba germană, istoric și editor sas, originar din România.

## Biografie
Absolvent al institutului pedagogic din Sighișoara, a studiat apoi istoria la Cluj. După absolvire a lucrat ca profesor și apoi și director al secției germane a Gimnaziului din Bistrița.
Din 1968 s-a angajat la publicația săptămânală de limbă germană Karpatenrundschau, unde a ocupat pentru un deceniu funcția de redactor pentru istorie și etnografie.
În 1972 Kroner a obținut doctoratul la Universitatea din București, cu o disertație despre Stephan Ludwig Roth, apreciată și de colegii germanofoni din străinătate.
În 1979, la vârsta de 45 de ani, a emigrat în Republica Federală Germania.
În perioada 1980-1982 a lucrat în calitate de colaborator științific la Muzeul Național German (Germanisches Nationalmuseum) din Nürnberg.
Din 1982 a lucrat ca arhivar la asociația Landskreis Fürth, unde a activat voluntar și după pensionare.

## Scrieri proprii
- Der rumänische Sprachunterricht in den siebenbürg.-sächs. Schulen vor 1918, Stuttgart, Inst. f. Auslandsbeziehungen, 1972
- Interferenzen. Rumänisch-ungarisch-deutsche Kulturbeziehungen in Siebenbürgen, Editura Dacia, Cluj, 1973
- Zwischen Zeiten und Türmen. Stephan Ludwig Roth. Ein siebenbürgisch-sächsisches Schicksal. (Coautor: Willi Zeidner) 1979.
- Nationale Minderheiten in Südosteuropa: Verfolgung Assimilierung Flucht Vertreibung und Umsiedlung, Eckartschriften Heft 121, Österreichische Landsmannschaft, 1992
- Von der Ansiedlung bis zur Aussiedlung. Festvortrag, Nürnberg, Landsmannschaft, 1992
- Cadolzburg. Im Wandel von der Hohenzollernresidenz und dem Ämtersitz zum gewerblich-industriellen Markt (Coautori Friedrich Löb, Frank Präger,Albrecht Treuheit), Markt Cadolzburg, Selbstverlag, 1993.
- Siebenbürger Sachsen - Vor 50 Jahren: Flucht - Deportation - Enteignung - Entrechtung. Die Siebenbürger Sachsen - 23. August 1944 bis 1947 (coautor Horst Göbbel), Nürnberg, Landsmannschaft der Siebenbürger Sachsen in Deutschland e. V. / Kreisgruppe Nürnberg-Fürth-Erlangen, 1994.
- Stephan Ludwig Roth. Aus Anlaß des 200 Geburtstages von Stephan Ludwig Roth, Bund der Vertriebenen, 1996, ISBN:	3925103791
- Die Siebenbürger Sachsen in den Monaten nach dem 23. August 1944 în: Journal for Transylvanian Studies (2/2000)
- Die Hohenzollern als Könige von Rumänien / Lebensbilder von vier Monarchen 1866 - 2004, Johannis Reeg Verlag, Heilbronn, 2004
- Dracula. Wahrheit, Mythos und Vampirgeschäft, Heilbronn, 2005
- Deportation von Deutschen in die Sowjetunion (deportarea germanilor în Uniunea Sovietică), Eckartschrift 178 Österreichische Landsmannschaft, Wien, 2005, 113 pagini
- Geschichte der Nordsiebenbürger Sachsen, 400 pagini, Verlag Haus der Heimat, Nürnberg, 2009, ISBN-10: 3000288163; ISBN-13: 978-3000288166

## Editor
- Karl Wolff: Schriften und Reden, Editura Kriterion, București, 1976
- Eduard Eisenburger Sächsisch-schwäbische Chronik - Beiträge zur Geschichte der Heimat-, Editura Kriterion, București, 1976
- Aus eigener Kraft. Rumänische Unabhängigkeit 1877-1977, Editura Kriterion, București, 1977
- Nicolae Iorga: Schriften und Briefe, Editura Kriterion, București, 1978

## Premii și distincții
- Medalia Heinrich von Mosch în bronz, 2011[6]